# Wirkungen der Meditation

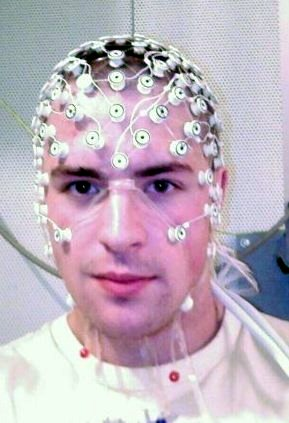
EEG wird in der Meditationsforschung eingesetzt.

Die psychologischen und physiologischen Wirkungen der Meditation sind ausgiebig untersucht worden. In den letzten Jahren wurden dafür bei Studien zur Meditation zunehmend moderne Instrumente wie fMRI und EEG eingesetzt, mit denen die Hirnphysiologie und die neuronale Aktivität bei lebenden Probanden beobachtet werden können, und zwar entweder während des Akts der Meditation selbst oder vor und nach der Meditation. Auf diese Weise können Zusammenhänge zwischen meditativen Praktiken und der Gehirnstruktur oder -funktion hergestellt werden.
Seit den 1950er Jahren wurden Hunderte von Studien über Meditation durchgeführt, aber viele der frühen Studien waren fehlerhaft und lieferten daher unzuverlässige Ergebnisse. Zeitgenössische Studien haben versucht, viele dieser Mängel zu beheben, in der Hoffnung, die aktuelle Forschung auf einen fruchtbareren Weg zu bringen. Im Jahr 2013 fanden Forscher mäßige Belege dafür, dass Meditation Angst, Depression und Schmerzen verringern kann, aber keine Belege dafür, dass sie wirksamer ist als aktive Behandlungen wie Medikamente oder Bewegung. In einem anderen wichtigen Übersichtsartikel wurde ebenfalls vor möglichen Fehlinformationen und Fehlinterpretationen von Daten zu diesem Thema gewarnt.

## Wirkungen der Achtsamkeitsmeditation
Eine frühere Studie, die von der US Agency for Healthcare Research and Quality in Auftrag gegeben wurde, ergab, dass Meditationsinterventionen mehrere negative Dimensionen von psychischem Stress reduzieren. Andere systematische Übersichten und Meta-Analysen zeigen, dass Achtsamkeitsmeditation mehrere positive Auswirkungen auf die psychische Gesundheit hat, z. B. eine Verringerung der Depressionssymptome, Verbesserung der Stimmung, Stress-Resilienz und Aufmerksamkeitssteuerung. Achtsamkeitsinterventionen scheinen auch eine vielversprechende Maßnahme zur Behandlung von Depressionen bei Jugendlichen zu sein. Achtsamkeitsmeditation ist nützlich zur Stressbewältigung, Ängste und scheint auch bei der Behandlung von Drogenkonsumstörungen wirksam zu sein. Eine kürzlich von Hilton et al. (2016) durchgeführte Meta-Analyse, die 30 randomisierte kontrollierte Studien umfasste, ergab qualitativ hochwertige Belege für eine Verbesserung der depressiven Symptome. Andere Übersichtsstudien haben gezeigt, dass Achtsamkeitsmeditation das psychologische Funktionieren von Brustkrebsüberlebenden verbessern kann, ist wirksam bei Menschen mit Essstörungen und kann auch bei der Behandlung von Psychosen wirksam sein.
Studien haben auch gezeigt, dass Grübeln und Sorgen zu psychischen Erkrankungen wie Depressionen und Angstzuständen beitragen, und achtsamkeitsbasierte Interventionen sind wirksam bei der Verringerung von Sorgen.
Einige Studien legen nahe, dass Achtsamkeitsmeditation zu einem kohärenteren und gesünderen Selbst- und Identitätsgefühl beiträgt, wenn man Aspekte wie Verantwortungsbewusstsein, Authentizität, Mitgefühl, Selbstakzeptanz und Charakter betrachtet.

### Gehirnmechanismen
Die schmerzlindernde Wirkung der Achtsamkeitsmeditation ist möglicherweise an mehreren Mechanismen im Gehirn beteiligt, aber es gibt zu wenige Studien, um Rückschlüsse auf die Wirkung auf chronische Schmerzen zu ziehen.

### Veränderungen im Gehirn
Achtsamkeitsmeditation wird daraufhin untersucht, ob es zu strukturellen Veränderungen im Gehirn kommt, aber die meisten Studien sind methodisch unzureichend. Eine Meta-Analyse fand vorläufige Belege für Effekte im präfrontalen Kortex und anderen Hirnregionen, die mit Körperwahrnehmung. Die Ergebnisse sollten jedoch mit Vorsicht interpretiert werden, da Funnel Plots darauf hinweisen, dass Publikationsverzerrungen in der Meditationsforschung ein Problem darstellen. Eine 2016 erschienene Übersichtsarbeit mit 78 funktionellen Neuroimaging-Studien legt nahe, dass verschiedene Meditationsstile mit unterschiedlichen Gehirnaktivitäten verbunden sind.

### Aufmerksamkeit und Achtsamkeit

#### Aufmerksamkeitsnetzwerke und Achtsamkeitsmeditation
Psychologische und buddhistische Konzeptualisierungen von Achtsamkeit heben beide die Schulung von Achtsamkeit und Aufmerksamkeit als Schlüsselkomponenten hervor, wobei Ebenen der Achtsamkeit durch die Praxis der Achtsamkeitsmeditation kultiviert werden können. Die Meditation mit fokussierter Aufmerksamkeit (FAM) und die Meditation mit offener Beobachtung (OMM) sind unterschiedliche Arten der Achtsamkeitsmeditation; FAM bezieht sich auf die Praxis, sich konzentriert auf ein Objekt zu konzentrieren, während OMM das Fortschreiten des allgemeinen Gewahrseins der eigenen Umgebung bei gleichzeitiger Regulierung der Gedanken ist.
Die Meditation mit fokussierter Aufmerksamkeit wird in der Regel zunächst geübt, um die Fähigkeit zu verbessern, die Aufmerksamkeitsstabilität und die Bewusstheit mentaler Zustände zu erhöhen, mit dem Ziel, zu einer Meditationspraxis mit offener Beobachtung überzugehen, die die Fähigkeit betont, Veränderungen in der Erfahrung von Augenblick zu Augenblick zu beobachten, ohne einen Aufmerksamkeitsfokus aufrechtzuerhalten. Achtsamkeitsmeditation kann zu einer größeren kognitiven Flexibilität führen.
In einer aktiven, randomisierten, kontrollierten Studie, die 2019 abgeschlossen wurde, zeigten Teilnehmer, die Achtsamkeitsmeditation praktizierten, eine größere Verbesserung des Bewusstseins und der Aufmerksamkeit als Teilnehmer in der aktiven Kontrollbedingung. Alphawelle Neurale Oszillation Leistung (die normalerweise mit einem wachen Ruhezustand assoziiert wird) wurde durch Achtsamkeit sowohl bei gesunden Probanden als auch bei Patienten nachweislich erhöht.

##### Aufrechterhaltene Aufmerksamkeit
Aufgaben der anhaltenden Aufmerksamkeit beziehen sich auf die Wachsamkeit und die Bereitschaft, die das Erreichen eines bestimmten Ziels unterstützen. Psychologische Untersuchungen über die Beziehung zwischen Achtsamkeitsmeditation und dem Netzwerk der anhaltenden Aufmerksamkeit haben Folgendes ergeben:
- In einer kontinuierlichen Leistungsaufgabe[37] wurde ein Zusammenhang zwischen höherer dispositioneller Achtsamkeit und stabilerer Aufrechterhaltung der anhaltenden Aufmerksamkeit gefunden.
- In einer EEG-Studie war der Aufmerksamkeitsblinzeln-Effekt reduziert, und die P3b-ERP-Amplitude verringerte sich bei einer Gruppe von Achtsamen. ERP-Amplitude in einer Gruppe von Teilnehmern, die ein Achtsamkeits-Retreat absolvierten, verringert.[38] Die Häufigkeit des reduzierten Aufmerksamkeits-Blinzeln-Effekts steht im Zusammenhang mit einer erhöhten Erkennbarkeit eines zweiten Ziels.
- Ein höheres Maß an Aufmerksamkeitsressourcen kann sich auch in schnelleren Reaktionszeiten bei der Aufgabenerfüllung niederschlagen, wie bei Teilnehmern mit höherer Achtsamkeitserfahrung festgestellt wurde.[39]

##### Selektive Aufmerksamkeit
- Die selektive Aufmerksamkeit ist mit dem Orientierungsnetzwerk verknüpft und dient der Auswahl der relevanten Reize, auf die geachtet werden soll.
- Es wurde festgestellt, dass die Fähigkeit, die Aufmerksamkeit auf potenzielle Sinnesreize zu beschränken (d. h. selektive Aufmerksamkeit), nach Abschluss eines achtwöchigen MBSR-Kurses besser war als in einer einmonatigen Retreat- und Kontrollgruppe (ohne Achtsamkeitstraining).[39] Die ANT-Aufgabe ist eine allgemein anwendbare Aufgabe zur Überprüfung der drei Aufmerksamkeitsnetzwerke, bei der die Teilnehmer die Richtung eines zentralen Pfeils auf einem Computerbildschirm bestimmen müssen.[40] Die Effizienz bei der Orientierung, die die Fähigkeit darstellt, selektiv auf Stimuli zu achten, wurde berechnet, indem Änderungen der Reaktionszeit, die mit Hinweisen auf das Ziel einhergingen, im Vergleich zur Hilfe von keinen Hinweisen untersucht wurden.
- Es wurde festgestellt, dass die Meditationserfahrung negativ mit den Reaktionszeiten bei einer Eriksen-Flanker-Task korreliert, bei der die Reaktionen auf globale und lokale Figuren gemessen wurden. Ähnliche Befunde wurden für Korrelationen zwischen Achtsamkeitserfahrungen in einem Orientierungsscore der Reaktionszeiten aus der Leistung der Aufmerksamkeitsnetzaufgabe beobachtet.[41]
- Teilnehmer, die an der Übung Meditation-Atem-Aufmerksamkeits-Score teilnahmen, schnitten bei Anagrammaufgaben besser ab und berichteten über eine größere fokussierte Aufmerksamkeit bei dieser Aufgabe im Vergleich zu denen, die diese Übung nicht absolvierten.[42]

##### Aufmerksamkeitskontrolle
- Die exekutive Kontrollaufmerksamkeit umfasst die Funktionen der Hemmung der bewussten Verarbeitung von ablenkenden Informationen. Im Kontext der Achtsamkeitsmeditation bezieht sich die ablenkende Information auf aufmerksamkeitslenkende mentale Ereignisse wie Gedanken, die sich auf die Zukunft oder die Vergangenheit beziehen.[34]
- In mehreren Studien wurde ein reduzierter Stroop-Effekt nach einem Achtsamkeitsmeditationstraining festgestellt.[35] />[43][44] Der Stroop-Effekt indiziert Interferenzen, die dadurch entstehen, dass Wörter farbig gedruckt werden, die sich von der gelesenen semantischen Bedeutung unterscheiden, z. B. grün gedruckt in rot. Die Ergebnisse für diese Aufgabe sind jedoch nicht einheitlich.[45][46] Zum Beispiel kann sich MBSR darin unterscheiden, wie achtsam man im Vergleich zu einer Person wird, die bereits eine hohe Achtsamkeitseigenschaft hat.[47]
- Mit Hilfe der Attention Network Task (eine Version der Eriksen Flanker Task[40]) wurde festgestellt, dass die Fehlerwerte, die die Leistung der exekutiven Kontrolle anzeigen, bei erfahrenen Meditierenden reduziert waren[39] und nach einem kurzen, fünfsitzigen Achtsamkeitstrainingsprogramm.[43]
- Eine Neuroimaging-Studie unterstützt die Ergebnisse der Verhaltensforschung, wonach ein höheres Maß an Achtsamkeit mit einer größeren Fähigkeit einhergeht, ablenkende Informationen zu unterdrücken. So wurde bei Achtsamkeitsmeditierenden eine stärkere Aktivierung des rostralen anterioren cingulären Kortex (ACC) festgestellt als bei Kontrollpersonen.[48]
- Teilnehmer mit mindestens 6 Jahren Meditationserfahrung schnitten beim Stroop-Test besser ab als Teilnehmer, die keine Meditationserfahrung hatten.[49] Die Gruppe der Meditierenden hatte bei diesem Test auch niedrigere Reaktionszeiten als die Gruppe der Nicht-Meditierenden.[49]

- Nach einem Stroop-Test wurde bei einer Meditationsgruppe im Vergleich zur Kontrollgruppe eine geringere Amplitude der P3 ERP-Komponente bei der Meditationsgruppe im Vergleich zu den Kontrollteilnehmern festgestellt. Dies wurde als Anzeichen dafür gewertet, dass Achtsamkeitsmeditation die exekutiven Kontrollfunktionen der Aufmerksamkeit verbessert. Eine erhöhte Amplitude in der N2 ERP-Komponente wurde ebenfalls in der Achtsamkeitsmeditationsgruppe beobachtet, was vermutlich eine effizientere Wahrnehmungsunterscheidung in früheren Phasen der Wahrnehmungsverarbeitung widerspiegelt.[50]

### Emotionsregulation und Achtsamkeit
Die Forschung zeigt, dass Meditationspraktiken zu einer besseren Fähigkeit zur Emotionsregulierung führen. Achtsamkeit kann Menschen dabei helfen, sich ihrer Gedanken im gegenwärtigen Moment bewusster zu werden, und diese gesteigerte Selbstwahrnehmung führt zu einer besseren Verarbeitung und Kontrolle der eigenen Reaktionen auf die Umgebung oder Umstände.
Zu den positiven Effekten dieser erhöhten Achtsamkeit gehören ein größeres Einfühlungsvermögen für andere, eine Zunahme positiver Denkmuster und eine Verringerung der Angst. Auch eine Verringerung des Grübelns wurde nach der Achtsamkeitsmeditation festgestellt, was zur Entwicklung von positivem Denken und emotionalem Wohlbefinden beiträgt.

#### Nachweise für die Ergebnisse von Achtsamkeit und Emotionsregulation
Emotionale Reaktivität kann gemessen werden und spiegelt sich in Gehirnregionen wider, die mit der Produktion von Emotionen in Verbindung stehen. Sie kann sich auch in Tests der Aufmerksamkeitsleistung widerspiegeln, die sich in einer schlechteren Leistung bei aufmerksamkeitsbezogenen Aufgaben zeigt. Die Regulierung der emotionalen Reaktivität, die durch aufmerksamkeitsbezogene Kontrollkapazitäten initiiert wird, kann für die Leistung anstrengend sein, da die Aufmerksamkeitsressourcen begrenzt sind.
- Patienten mit sozialer Angststörung (SAD) zeigten nach einem MBSR-Interventionsprogramm, das Achtsamkeitsmeditation beinhaltet, eine geringere Amygdala-Aktivierung als Reaktion auf negative Selbstüberzeugungen.[55]
- Die LPP-ERP-Komponente zeigt Erregung an und hat eine größere Amplitude bei emotional auffälligen Reizen als bei neutralen Reizen.[56][57][58] Personen mit höheren Achtsamkeitsmerkmalen zeigten geringere LPP-Reaktionen auf hocherregende unangenehme Bilder. Diese Ergebnisse deuten darauf hin, dass Personen mit einer höheren Achtsamkeitseigenschaft besser in der Lage sind, die emotionale Reaktivität auf emotional erregende Stimuli zu regulieren.[59]
- Teilnehmer, die ein siebenwöchiges Achtsamkeitstrainingsprogramm absolvierten, zeigten eine Verringerung der emotionalen Interferenz (gemessen als langsamere Reaktionszeiten nach der Präsentation emotionaler Bilder im Vergleich zu neutralen Bildern). Dies lässt auf eine Verringerung der emotionalen Interferenz schließen.[60]
- Nach einer MBSR-Intervention wurde ein Rückgang der Schwere der sozialen Angstsymptome sowie ein Anstieg der neuronalen Korrelate im bilateralen parietalen Kortex festgestellt. Es wird vermutet, dass dies auf den verstärkten Einsatz hemmender Aufmerksamkeitskontrollkapazitäten zur Regulierung von Emotionen zurückzuführen ist.[61][62]
- Teilnehmer, die an einer Meditation mit Emotionsfokus und einer Atemmeditation teilnahmen, zeigten eine verzögerte emotionale Reaktion auf negativ bewertete Filmreize im Vergleich zu Teilnehmern, die keine Art von Meditation praktizierten.[63]

#### Kontroversen in der achtsamen Emotionsregulation
Es ist umstritten, ob Top-down-Regionen der exekutiven Kontrolle wie der dorsolaterale präfrontale Cortex (DLPFC), erforderlich sind oder nicht, um die Reaktivität der Amygdala-Aktivierung im Zusammenhang mit der Erzeugung von evozierten emotionalen Reaktionen zu hemmen. Es ist anzunehmen, dass eine anfängliche Zunahme der Aktivierung von Regionen der exekutiven Kontrolle, die sich während des Achtsamkeitstrainings entwickelt, mit zunehmender Achtsamkeitsexpertise abnimmt.

### Stressabbau
Die Forschung hat gezeigt, dass Stress durch Achtsamkeit reduziert werden kann. In einer Studie aus dem Jahr 2019 wurden die Auswirkungen von Meditation auf das psychische Wohlbefinden, den Arbeitsstress und den Blutdruck von Arbeitnehmern im Vereinigten Königreich untersucht. Eine Gruppe von Teilnehmern wurde angewiesen, einmal am Tag mit einer Achtsamkeits-App auf ihrem Smartphone zu meditieren, während die Kontrollgruppe nicht meditierte. Das Wohlbefinden, der Stress und die wahrgenommene Unterstützung am Arbeitsplatz wurden bei beiden Gruppen vor der Intervention und dann erneut nach vier Monaten gemessen. Auf der Grundlage von Fragebögen mit Selbstauskünften zeigten die Teilnehmer, die an der Meditation teilnahmen, einen signifikanten Anstieg des psychologischen Wohlbefindens und der wahrgenommenen Unterstützung am Arbeitsplatz. Die Meditierenden berichteten auch über einen signifikanten Rückgang der Angst- und Stresswerte.
Eine andere Studie, die den Zusammenhang zwischen Achtsamkeit, wahrgenommenem Stress und Arbeitsengagement untersuchte, ergab, dass Achtsamkeit mit geringerem wahrgenommenem Stress und höherem Arbeitsengagement verbunden war.
Andere Untersuchungen zeigen, dass das Stressniveau bei Menschen, die meditieren, auch nach kürzerer Zeit sinkt. Ein signifikanter Stressabbau wurde nach nur drei Wochen Meditationsintervention festgestellt. Kurze, tägliche Meditationssitzungen können die eigene Verhaltensreaktion auf Stressoren verändern, die Bewältigungsmechanismen verbessern und die negativen Auswirkungen von Stress verringern. Eine Studie aus dem Jahr 2016 untersuchte die Angst- und Gefühlszustände von naiven Meditierenden vor und nach einem siebentägigen Meditationsretreat in Thailand. Die Ergebnisse zeigten eine signifikante Verringerung des empfundenen Stresses nach dieser traditionellen buddhistischen Meditationsklausur.

### Schlaflosigkeit und Schlaf
Chronische Schlaflosigkeit ist oft mit ängstlicher Überreizung und Frustration über die Unfähigkeit zu schlafen verbunden. Es hat sich gezeigt, dass Achtsamkeitsmeditation Schlaflosigkeit reduziert und die Schlafqualität verbessert, obwohl selbstberichtete Messungen größere Effekte zeigen als objektive Messungen.

### Zukunftsrichtungen
Ein großer Teil der Achtsamkeitsforschung hängt von der Technologie ab. In dem Maße, wie neue Technologien entwickelt werden, werden auch neue bildgebende Verfahren wie fMRT in diesem Bereich nützlich werden. Die fMRT in Echtzeit könnte ein unmittelbares Feedback geben und die Teilnehmer durch die Programme führen. Es könnte auch verwendet werden, um mentale Zustände während der Meditation selbst leichter zu trainieren und zu bewerten.

## Wirkungen anderer Meditationsarten

### Einsichtsmeditation (Vipassana)

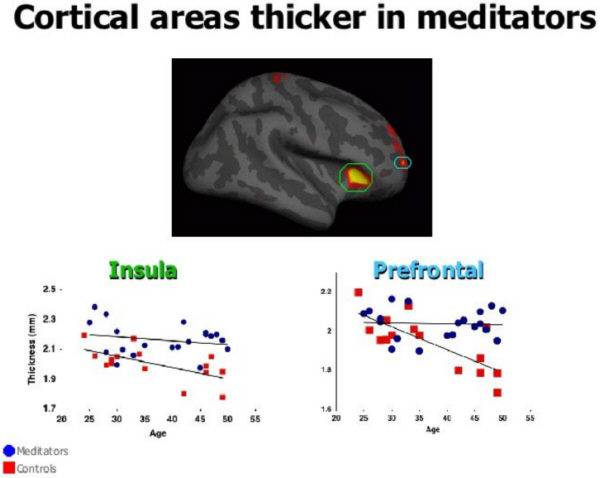

Die Vipassana-Meditation ist ein Bestandteil der buddhistischen Praxis. Phra Taweepong Inwongsakul und Sampath Kumar von der Universität von Mysore haben die Auswirkungen dieser Meditation an 120 Studenten untersucht, indem sie die damit verbundene Zunahme der kortikalen Dicke im Gehirn gemessen haben. Die Ergebnisse dieser Studie sind nicht eindeutig. Vipassana-Meditation führt zu mehr als nur Achtsamkeit, denn es wurde festgestellt, dass sie Stress reduziert, das Wohlbefinden und die Selbstliebe steigert. Diese Effekte erwiesen sich als kurzfristig am stärksten, hatten aber auch sechs Monate später noch eine relativ signifikante Wirkung. In einer von Szekeres und Wertheim (2014) durchgeführten Studie fanden sie heraus, dass Stress die Kategorie war, die am stärksten zurückging, während die anderen Kategorien eine höhere Prävalenz aufwiesen, wenn man sie mit den ursprünglichen Werten der Teilnehmer vergleicht, die vor Beginn der Vipassana-Meditation angegeben wurden. Insgesamt kann Vipassana den Selbstberichten zufolge kurz- und langfristige Auswirkungen auf den Einzelnen haben.
EEG-Studien an Vipassana-Meditierenden scheinen auf eine signifikante Zunahme der parieto-occipital Gamma-Rhythmen bei erfahrenen Meditierenden hinzuweisen (35–45 Hz).
In einer anderen vom NIMHANS durchgeführten Studie mit Vipassana-Meditierenden fanden die Forscher Messwerte, die mit einer verbesserten kognitiven Verarbeitung nach einer Meditationssitzung einhergingen, mit deutlichen und abgestuften Unterschieden in den Messwerten zwischen Meditationsanfängern und erfahrenen Meditierenden.
Ein wesentlicher Bestandteil des Vipassana-Mediationsansatzes ist die Konzentration auf das Gewahrsein, das sich auf Körperempfindungen und den psychischen Zustand bezieht. In einer Studie von Zeng et al. (2013) wurde Gewahrsein als die Anerkennung des Bewusstseins beschrieben, das alle Aspekte der Umwelt überwacht.

### Kundalini Yoga
Es hat sich gezeigt, dass Kundalini Yoga die Vorbeugung von kognitivem Verfall verbessert und die Reaktion von Biomarkern auf die Behandlung evaluiert, wodurch die zugrundeliegenden Mechanismen des Zusammenhangs zwischen Kundalini Yoga und kognitiver Beeinträchtigung erhellt werden konnten. An der Studie nahmen 81 Teilnehmer im Alter von 55 Jahren und älter teil, die unter subjektiven Gedächtnisbeschwerden litten und die Kriterien für eine leichte kognitive Beeinträchtigung erfüllten, was durch einen Gesamtwert von 0,5 auf der Clinical Dementia Rating Scale angezeigt wurde. Die Ergebnisse zeigten, dass sowohl die Yogagruppe nach 12 Wochen signifikante Verbesserungen des Erinnerungsvermögens und des visuellen Gedächtnisses zeigte, als auch eine signifikante und anhaltende Verbesserung des Gedächtnisses bis zur 24-wöchigen Nachuntersuchung. Die Yogagruppe zeigte außerdem eine signifikante Verbesserung des Redeflusses und anhaltende signifikante Verbesserungen der exekutiven Funktionen in Woche 24. Darüber hinaus wies die Yoga-Kohorte eine signifikante Verbesserung der depressiven Symptome, der Apathie und der Widerstandsfähigkeit gegenüber emotionalem Stress auf. Diese Forschung wurde von Helen Lavretsky, M.D. und Kollegen durchgeführt. In einer anderen Studie zeigte Kundalini Yoga keine signifikante Wirksamkeit bei der Behandlung von Zwangsstörungen im Vergleich zu Entspannung/Meditation.

### Sahaja Yoga und geistige Stille
Die Sahaja-Yoga-Meditation gilt als Meditation der geistigen Stille und korreliert nachweislich mit bestimmten Gehirnleistungen und Gehirnwellen Eigenschaften. Eine Studie hat zu der Vermutung geführt, dass bei der Sahaja-Meditation irrelevante Gehirnnetzwerke zur Aufrechterhaltung der fokussierten verinnerlichten Aufmerksamkeit und zur Hemmung unangemessener Informationen "abgeschaltet" werden. Sahaja-Meditierende scheinen von weniger Depressionen zu profitieren und schnitten bei der SF-36-Bewertung des emotionalen Wohlbefindens und der psychischen Gesundheit besser ab als die Kontrollgruppe.
In einer Studie, in der Praktizierende der Sahaja-Yoga-Meditation mit einer Gruppe von Nicht-Meditierenden verglichen wurden, die eine einfache Entspannungsübung durchführten, wurde ein Absinken der Hauttemperatur bei den Meditierenden im Vergleich zu einem Anstieg der Hauttemperatur bei den Nicht-Meditierenden gemessen, während sie sich entspannten. Die Forscher stellten fest, dass in allen anderen Meditationsstudien, in denen die Hauttemperatur beobachtet wurde, ein Anstieg und in keiner ein Rückgang der Hauttemperatur festgestellt wurde. Dies deutet darauf hin, dass sich die Sahaja-Yoga-Meditation, bei der es sich um einen Ansatz der geistigen Stille handelt, sowohl erfahrungsmäßig als auch physiologisch von einfacher Entspannung unterscheidet.

### Transzendentale Meditation
In einer Übersichtsarbeit aus dem Jahr 2006 erwies sich die Transzendentale Meditation (TM) als vergleichbar mit anderen Arten von Entspannungstherapien in Bezug auf die Verringerung von Ängsten. In einer anderen Übersichtsarbeit aus dem Jahr 2006 zeigten die Studienteilnehmer eine um ein Hertz reduzierte EEG Alphawellenfrequenz im Vergleich zu Kontrollen.
Eine 2012 im Psychological Bulletin veröffentlichte Metaanalyse, die 163 Einzelstudien untersuchte, kam zu dem Ergebnis, dass die Transzendentale Meditation bei der Verbesserung psychologischer Variablen insgesamt nicht besser abschneidet als andere Meditationstechniken.
In einer Erklärung der American Heart Association aus dem Jahr 2013 heißt es, dass TM als Behandlung für Bluthochdruck in Betracht gezogen werden kann, obwohl andere Maßnahmen wie Bewegung und gerätegestützte Atmung wirksamer und besser durch klinische Nachweise belegt sind.
Eine Überprüfung aus dem Jahr 2014 ergab eine mäßige Evidenz für die Verbesserung von Angst, Depression und Schmerzen und eine geringe Evidenz für die Verbesserung von Stress und psychisch bedingter Lebensqualität.
TM kann den Blutdruck senken, so ein Review aus dem Jahr 2015, der TM mit Kontrollgruppen verglich. Ein Trend im Zeitverlauf deutet darauf hin, dass das Praktizieren von TM den Blutdruck senken kann. Solche Effekte sind vergleichbar mit anderen Lifestyle-Interventionen. Widersprüchliche Ergebnisse in den verschiedenen Studien und ein potenzielles Risiko der Verzerrung wiesen auf die Notwendigkeit weiterer Nachweise hin.

## Forschung zu nicht näher bezeichneten oder mehreren Meditationsarten

### Gehirnaktivität
Es wurde festgestellt, dass der mediale präfrontale und der posteriore cinguläre Kortex während der Meditation bei erfahrenen Meditierenden, die die Meditation der Konzentration, der liebenden Güte und des wahllosen Gewahrseins anwenden, relativ deaktiviert sind. Darüber hinaus wurde bei erfahrenen Meditierenden eine stärkere Kopplung zwischen dem posterioren cingulären, dem dorsalen anterioren cingulären und dem dorsolateralen präfrontalen Kortex festgestellt, sowohl wenn sie meditieren als auch wenn sie nicht meditieren. Im Laufe der Zeit kann Meditation die Integrität sowohl der grauen als auch der weißen Substanz tatsächlich erhöhen. Die zusätzliche Menge an grauer Substanz, die nach der Meditation im Hirnstamm zu finden ist, verbessert die Kommunikation zwischen dem Kortex und allen anderen Bereichen des Gehirns. Meditation stimuliert oft ein großes Netzwerk von kortikalen Regionen, einschließlich der frontal und parietal, Okzipitallappen, die Inselrinde, die thalamischen Kerne, die Basalganglien und die Kleinhirnregion im Gehirn. Diese Teile des Gehirns sind mit der Aufmerksamkeit und dem Standardnetzwerk des Gehirns verbunden, das mit dem Tagträumen in Verbindung gebracht wird.

Eine Stärkung des Nucleus caudatus wurde bei begeisterten Meditierenden und Yogis festgestellt.

Darüber hinaus wurde festgestellt, dass sowohl Meditation als auch Yoga Auswirkungen auf das Gehirn haben, insbesondere auf den Caudatus. Eine Stärkung des caudate wurde sowohl bei Meditierenden als auch bei Yogis nachgewiesen. Die erhöhte Vernetzung des Caudatus ist möglicherweise für das verbesserte Wohlbefinden verantwortlich, das mit Yoga und Meditation in Verbindung gebracht wird.

### Veränderungen im Gehirn
Meditation ist Gegenstand von Voruntersuchungen, um mögliche Veränderungen in der Graue-Substanz-Konzentration zu bewerten.
Veröffentlichte Forschungsergebnisse deuten darauf hin, dass Meditation Neuroplastizität und Konnektivität in Gehirnregionen fördern kann, die speziell mit Emotionsregulation und Aufmerksamkeit zu tun haben.

### Aufmerksamkeit/Geisteswanderung
Nicht-direktive Formen der Meditation, bei denen der Meditierende seine Gedanken frei schweifen lässt, können im Vergleich zu einem Ruhezustand oder einer neutralen Position des Gehirns tatsächlich ein höheres Aktivitätsniveau im Standardmodus-Netzwerk erzeugen. Diese nicht-direktiven Formen der Meditation ermöglichen den Meditierenden eine bessere Kontrolle über die Gedanken bei alltäglichen Aktivitäten oder bei der Konzentration auf eine bestimmte Aufgabe, da die Frustration über das Umherschweifen des Gehirns verringert wird. Wenn eine bestimmte Aufgabe gestellt wird, kann Meditation eine schnellere Reaktion auf sich ändernde Umweltreize ermöglichen. Meditation kann es dem Gehirn ermöglichen, die Aufmerksamkeit für unerwünschte Reaktionen auf irrelevante Umweltreize zu verringern und den Stroop-Effekt zu reduzieren. Diejenigen, die meditieren, haben regelmäßig gezeigt, dass sie besser kontrollieren können, worauf sie ihre Aufmerksamkeit richten, während sie ein achtsames Bewusstsein für die Dinge um sie herum aufrechterhalten. Erfahrene Meditierende haben nachweislich eine erhöhte Fähigkeit zur Konfliktüberwachung und können leichter zwischen konkurrierenden Reizen wechseln. Diejenigen, die Meditation praktizieren, erfahren eine Zunahme der Aufmerksamkeitsressourcen im Gehirn und eine stetige Meditationspraxis kann zu einer Verringerung des Aufmerksamkeitsblinkens aufgrund einer verringerten mentalen Anstrengung bei der Identifizierung wichtiger Reize führen.

### Wahrnehmung
Studien haben gezeigt, dass Meditation sowohl kurz- als auch langfristige Auswirkungen auf verschiedene Wahrnehmungsfähigkeiten hat. 1984 zeigte eine Studie, dass Meditierende eine signifikant niedrigere Erkennungsschwelle für Lichtreize von kurzer Dauer haben. Im Jahr 2000 ergab eine Studie über die Wahrnehmung visueller Täuschungen durch Zen-Meister, Meditationsanfänger und Nicht-Meditierende statistisch signifikante Effekte für die Poggendorff-Illusion, aber nicht für die Müller-Lyer-Illusion. Die Zen-Meister erlebten eine statistisch signifikante Verringerung der anfänglichen Illusion (gemessen als Fehler in Millimetern) und eine geringere Abnahme der Illusion bei nachfolgenden Versuchen. Tloczynski hat die Theorie des Mechanismus hinter den Veränderungen in der Wahrnehmung, die mit der Achtsamkeitsmeditation einhergehen, so beschrieben: „Eine Person, die meditiert, nimmt folglich Objekte mehr als direkt erlebte Stimuli und weniger als Konzepte wahr... Durch die Beseitigung oder Minimierung kognitiver Stimuli und die allgemeine Erhöhung des Bewusstseins kann die Meditation daher sowohl die Qualität (Genauigkeit) als auch die Quantität (Erfassung) der Wahrnehmung beeinflussen.“ Brown verweist auf dies als mögliche Erklärung des Phänomens: „die höhere Erkennungsrate einzelner Lichtblitze beinhaltet die Beruhigung einiger der höheren mentalen Prozesse, die normalerweise die Wahrnehmung subtiler Ereignisse behindern.“ Mit anderen Worten, die Übung kann vorübergehend oder dauerhaft einen Teil der Top-Down-Verarbeitung verändern, die an der Filterung subtiler Ereignisse beteiligt ist, die normalerweise von den Wahrnehmungsfiltern als Lärm betrachtet werden.

### Gedächtnis
Meditation verbessert die Gedächtnisleistung speziell im Arbeitsgedächtnis und erhöht die Exekutivfunktionen, indem sie den Teilnehmern hilft, besser zu verstehen, was im Moment geschieht. Diejenigen, die regelmäßig meditieren, haben die Fähigkeit bewiesen, wichtige Informationen aus dem Arbeitsgedächtnis besser zu verarbeiten und zu unterscheiden und sie mit größerer Genauigkeit im Langzeitgedächtnis zu speichern als diejenigen, die keine Meditationstechniken praktizieren. Meditation kann die Menge an Informationen, die im Arbeitsgedächtnis gespeichert werden können, erweitern und dadurch die IQ-Werte und die individuelle Intelligenz erhöhen. Obwohl es nur wenige Studien über die Auswirkungen der Meditation auf das Langzeitgedächtnis gibt, wird angenommen, dass das episodische Langzeitgedächtnis aufgrund der Fähigkeit der Meditation, die Aufmerksamkeit zu erhöhen, bei Menschen, die regelmäßig meditieren, lebendiger und genauer ist. Es hat sich auch gezeigt, dass Meditation die Gedächtnisbeschwerden von Alzheimer-Patienten verringert, was ebenfalls darauf hindeutet, dass sich Meditation positiv auf das episodische Langzeitgedächtnis auswirkt, das mit der Alzheimer-Krankheit in Verbindung gebracht wird.

### Beruhigung und Entspannung
Einem Artikel im Psychological Bulletin zufolge verlangsamt sich die EEG-Aktivität als Folge der Meditation. Einige Arten der Meditation können zu einer beruhigenden Wirkung führen, indem sie die Aktivität des Sympathikus verringern und die des Parasympathikus erhöhen. Oder, äquivalent, dass Meditation eine Verringerung der Beruhigung und eine Erhöhung der Entspannung bewirkt.
Herbert Benson, Gründer des Mind-Body Medical Institute, das mit der Harvard University und mehreren Bostoner Krankenhäusern verbunden ist, berichtet, dass Meditation eine Reihe von biochemischen und physischen Veränderungen im Körper hervorruft, die unter dem Begriff "Entspannungsreaktion" zusammengefasst werden. Die Entspannungsreaktion umfasst Veränderungen in Stoffwechsel, Herzfrequenz, Atmung, Blutdruck und Gehirnchemie. Benson und sein Team haben auch klinische Studien in buddhistischen Klöstern im Himalaya-Gebirge durchgeführt. Benson schrieb "The Relaxation Response", um die Vorteile der Meditation zu dokumentieren, die 1975 noch nicht allgemein bekannt waren.

### Alterung
Es gibt keine stichhaltigen Beweise dafür, dass Meditation das Gehirn im Alter beeinflusst.

### Glück und emotionales Wohlbefinden
Studien haben gezeigt, dass Meditierende glücklicher sind als Kontrollgruppen, obwohl dies auf unspezifische Faktoren zurückzuführen sein kann, wie z. B. eine bessere allgemeine Selbstfürsorge der Meditierenden.
Es wurden positive Zusammenhänge zwischen dem Volumen der grauen Substanz im rechten Precuneus-Areal des Gehirns und sowohl der Meditation als auch dem subjektiven Glückswert des Probanden gefunden. Eine kürzlich durchgeführte Studie ergab, dass Teilnehmer, die 20 Minuten lang eine Body-Scan-Meditation durchführten, ein höheres Maß an Glücksgefühlen und eine geringere Ängstlichkeit angaben als Teilnehmer, die während der 20-minütigen Zeitspanne nur ruhten. Diese Ergebnisse deuten darauf hin, dass eine Steigerung des Körperbewusstseins durch Meditation einen Zustand der Selbstlosigkeit und ein Gefühl der Verbundenheit hervorruft. Dieses Ergebnis führt dann zu Berichten über positive Emotionen.
Eine Technik, die als achtsamkeitsbasierte Stressreduktion (MBSR) bekannt ist, zeigt deutliche Vorteile für die psychische Gesundheit und das Bewältigungsverhalten. Teilnehmer, die noch keine Erfahrung mit MBSR hatten, berichteten nach acht Wochen MBSR-Praxis über eine signifikante Zunahme ihrer Zufriedenheit. Die Konzentration auf den gegenwärtigen Moment und die erhöhte Aufmerksamkeit für die eigenen Gedanken können helfen, Urteile oder negative Gedanken zu kontrollieren und zu reduzieren, was zu einem höheren emotionalen Wohlbefinden führt. Das MBSR-Programm und die Beweise für seine Wirksamkeit sind in Jon Kabat-Zinns Buch Vollkatastrophenleben beschrieben.

### Schmerz
Es hat sich gezeigt, dass Meditation die Schmerzwahrnehmung reduziert. Eine Intervention, die als achtsamkeitsbasiertes Schmerzmanagement (MBPM) bekannt ist, wurde in einer Reihe von Studien auf ihre Wirksamkeit hin untersucht.

## Potenzielle unerwünschte Wirkungen und Grenzen der Meditation
Das Verständnis für mögliche unerwünschte Wirkungen der Meditation entwickelt sich weiter. Im Jahr 2014 schlug das von der US-Regierung geführte National Center for Complementary and Integrative Health folgendes vor:
Meditation gilt für gesunde Menschen als sicher. Es gibt seltene Berichte, dass Meditation bei Menschen mit bestimmten psychiatrischen Problemen Symptome verursachen oder verschlimmern könnte, aber diese Frage ist nicht vollständig erforscht.
Eine Aktualisierung der gleichen Webseite aus dem Jahr 2022 ist noch vorsichtiger:
Eine Überprüfung aus dem Jahr 2020 untersuchte 83 Studien (mit insgesamt 6.703 Teilnehmern) und stellte fest, dass in 55 dieser Studien über negative Erfahrungen im Zusammenhang mit Meditationspraktiken berichtet wurde. Die Forscher kamen zu dem Schluss, dass etwa 8 Prozent der Teilnehmer eine negative Auswirkung der Meditationspraxis hatten, was in etwa dem Prozentsatz entspricht, der für psychologische Therapien berichtet wird.
Eine andere Übersichtsarbeit aus dem Jahr 2021 fand negative Auswirkungen bei 37 % der in die Stichprobe aufgenommenen Teilnehmer an achtsamkeitsbasierten Programmen, mit dauerhaften schlechten Auswirkungen bei 6-14 % der Stichprobe, die mit Hyperarousal und Dissoziation in Verbindung gebracht wurden.
Generell ist das Potenzial für unerwünschte Wirkungen der Meditation sowohl in wissenschaftlichen Artikeln als auch in der populären Presse gut dokumentiert. Fälle von Selbstmord, Selbstverletzung und erheblichen Störungen unter Meditationspraktizierenden sind auch in kanonischen und anderen historischen Quellen dokumentiert. Organisationen wie Cheetah House und Meditating in Safety dokumentieren Forschungen zu Problemen, die bei der Meditation auftreten, und bieten Hilfe für Meditierende in Not oder solche, die sich von meditationsbedingten Gesundheitsproblemen erholen. In einigen Fällen können unerwünschte Wirkungen auf den „unsachgemäßen Gebrauch der Meditation oder die Verschlimmerung eines bereits bestehenden Zustands; die sich entwickelnde Forschung in diesem Bereich legt jedoch die Notwendigkeit einer tieferen Auseinandersetzung mit den Ursachen von schwerem Leid nahe, die frühere Meditationslehrer vielleicht zu schnell und ziemlich unsensibel als bereits bestehende oder nicht damit verbundene Psychopathologie abgetan haben“.
Meditation ist nicht hilfreich, wenn sie dazu benutzt wird, sich vor laufenden Problemen oder aufkommenden Krisen im Leben des Meditierenden zu drücken. In solchen Situationen kann es stattdessen hilfreich sein, Achtsamkeitshaltungen anzuwenden, während man sich aktiv mit aktuellen Problemen auseinandersetzt. Laut dem NIH sollte Meditation nicht als Ersatz für eine konventionelle Gesundheitsversorgung oder als Grund, einen Arzt aufzusuchen, verwendet werden.

## Schwierigkeiten bei der wissenschaftlichen Erforschung der Meditation

### Schwachstellen in der historischen Meditations- und Achtsamkeitsforschung

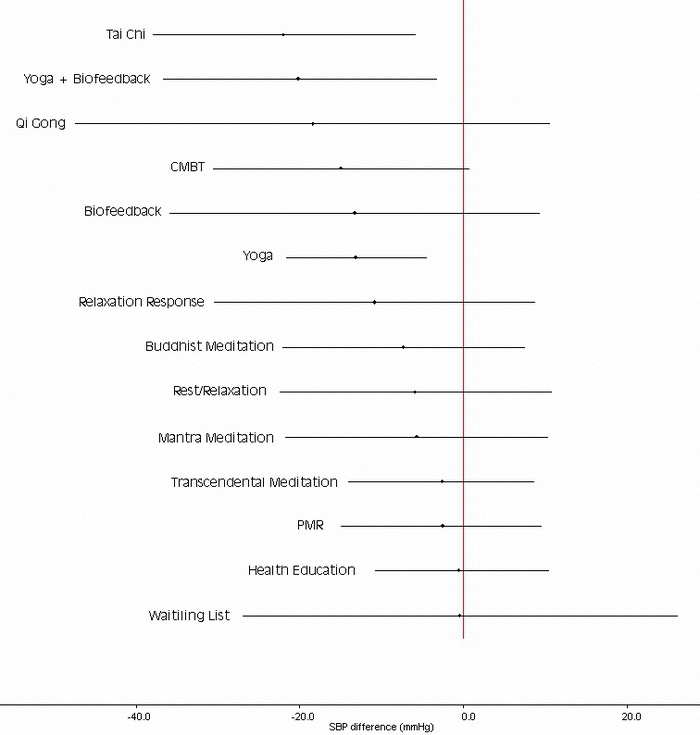
Ein Vergleich der Wirkung verschiedener Meditationstechniken auf den systolischen Blutdruck

Im Juni 2007 veröffentlichte das US-amerikanische National Center for Complementary and Integrative Health (NCCIH) eine unabhängige, von Experten begutachtete Meta-Analyse zum Stand der Meditationsforschung, die von Forschern der University of Alberta durchgeführt wurde. Zentrum für evidenzbasierte Praxis. In dem Bericht wurden 813 Studien zu fünf großen Meditationskategorien untersucht: Mantra-Meditation, Achtsamkeitsmeditation, Yoga, Tai Chi und Qigong, und schloss alle Studien an Erwachsenen bis September 2005 ein, mit besonderem Augenmerk auf Untersuchungen zu Bluthochdruck, Herz-Kreislauf-Erkrankungen und Drogenmissbrauch. Der Bericht kam zu dem Schluss:
"Die wissenschaftliche Forschung zu Meditationspraktiken scheint keine gemeinsame theoretische Perspektive zu haben und ist durch eine schlechte methodische Qualität gekennzeichnet. Künftige Forschungen zu Meditationspraktiken müssen bei der Planung und Durchführung von Studien sowie bei der Analyse und Berichterstattung der Ergebnisse strenger sein."
So wurde festgestellt, dass es keine theoretische Erklärung für die gesundheitlichen Auswirkungen der Meditation gibt, die für alle Meditationstechniken gilt.
In einer Version dieses Berichts, die später im Journal of Alternative and Complementary Medicine im Jahr 2008 veröffentlicht wurde, heißt es: Die meisten klinischen Studien zu Meditationspraktiken zeichnen sich im Allgemeinen durch eine schlechte methodische Qualität aus, mit signifikanten Bedrohungen für die Validität in jedem wichtigen bewerteten Qualitätsbereich. Und dies trotz einer statistisch signifikanten Qualitätssteigerung aller untersuchten Meditationsstudien im Allgemeinen im Zeitraum zwischen 1956 und 2005. Von den 400 klinischen Studien wurden 10 % als qualitativ gut eingestuft. Es wurde eine strenge Untersuchung der Meditation gefordert. Die Autoren wiesen auch darauf hin, dass dieses Ergebnis nicht nur für den Bereich der Meditationsforschung gilt und dass die Qualität der Berichterstattung ein häufiges Problem in anderen Forschungsbereichen der Komplementär- und Alternativmedizin (CAM) und verwandten Therapiebereichen ist.
Von mehr als 3.000 wissenschaftlichen Studien, die bei einer umfassenden Suche in 17 relevanten Datenbanken gefunden wurden, waren nur etwa 4 % randomisierte kontrollierte Studien (RCTs), die den Placebo-Effekt ausschließen sollen.
In einer Meta-Analyse aus dem Jahr 2013 argumentiert Awasthi, dass Meditation schlecht definiert ist und trotz der Forschungsstudien, die eine klinische Wirksamkeit zeigen, die genauen Wirkmechanismen unklar bleiben.
Ein Kommentar aus dem Jahr 2017 fiel ähnlich gemischt aus, wobei u. a. die besonderen Merkmale der Personen, die an Achtsamkeits- und Meditationsforschung teilnehmen, beachtet wurden.

### Positionserklärungen
Eine Stellungnahme der American Heart Association (AHA) aus dem Jahr 2013 bewertete die Beweise für die Wirksamkeit der TM als Behandlung von Bluthochdruck als "unbekannt/unklar/ungewiss oder nicht gut etabliert" und erklärte: "Aufgrund vieler negativer Studien oder gemischter Ergebnisse und einer geringen Anzahl verfügbarer Studien... werden andere Meditationstechniken in der klinischen Praxis zur Senkung des Blutdrucks derzeit nicht empfohlen." Der AHA zufolge gibt es zwar vielversprechende Ergebnisse über die Wirkung der Meditation bei der Senkung des Blutdrucks und der Bewältigung von Schlaflosigkeit, Depressionen und Angstzuständen, doch ist sie kein Ersatz für eine gesunde Lebensweise und kein Ersatz für wirksame Medikamente.

### Methodologische Hindernisse
Der Begriff Meditation umfasst ein breites Spektrum von Praktiken und Interventionen, die in verschiedenen Traditionen wurzeln, aber die Forschungsliteratur hat es manchmal versäumt, die Art der untersuchten Meditationspraxis(n) angemessen zu spezifizieren. Verschiedene Formen der Meditationspraxis können je nach den untersuchten Faktoren unterschiedliche Ergebnisse liefern.
Das Vorhandensein einer Reihe miteinander verflochtener Faktoren, einschließlich der Auswirkungen der Meditation, der theoretischen Ausrichtung der Meditationspraxis, des kulturellen Hintergrunds der Meditierenden und allgemeiner Gruppeneffekte, erschwert die Aufgabe, die Auswirkungen der Meditation zu isolieren:
Zahlreiche Studien haben die positiven Wirkungen einer Vielzahl von Meditationspraktiken nachgewiesen. Bisher war unklar, inwieweit diese Praktiken neuronale Korrelate aufweisen. Interessanterweise wurden in einer kürzlich durchgeführten Studie die Elektroenzephalogramm-Aktivitäten während einer Meditationspraxis mit fokussierter Aufmerksamkeit und offener Beobachtung von Praktizierenden zweier buddhistischer Traditionen verglichen. Die Forscher stellten fest, dass die Unterschiede zwischen den beiden Meditationstraditionen stärker ausgeprägt waren als die Unterschiede zwischen den beiden Meditationsarten. Diese Daten stimmen mit unseren Erkenntnissen überein, dass die theoretische Ausrichtung, wie eine Praxis gelehrt wird, die neuronale Aktivität während dieser Praktiken stark beeinflusst. Allerdings wurden in der Studie Langzeit-Praktizierende aus verschiedenen Kulturen verwendet, was die Ergebnisse verfälscht haben könnte.